# Fairview (Tennessee)
Fairview es una ciudad ubicada en el condado de Williamson en el estado estadounidense de Tennessee. En el Censo de 2010 tenía una población de 7.720 habitantes y una densidad poblacional de 176,18 personas por km².

## Geografía
Fairview se encuentra ubicada en las coordenadas 35°58′57″N 87°7′37″O / 35.98250, -87.12694. Según la Oficina del Censo de los Estados Unidos, Fairview tiene una superficie total de 43.82 km², de la cual 43.74 km² corresponden a tierra firme y (0.19%) 0.08 km² es agua.

## Demografía
Según el censo de 2010, había 7.720 personas residiendo en Fairview. La densidad de población era de 176,18 hab./km². De los 7.720 habitantes, Fairview estaba compuesto por el 0.1% blancos, el 1.08% eran afroamericanos, el 0.43% eran amerindios, el 0.62% eran asiáticos, el 0.09% eran isleños del Pacífico, el 0.73% eran de otras razas y el 1.31% pertenecían a dos o más razas. Del total de la población el 2.81% eran hispanos o latinos de cualquier raza.